# سیارک ۳۴۱۶
سیارک ۳۴۱۶ (به انگلیسی: 3416 Dorrit، نامگذاری:1931VP) سه هزار و چهارصد و شانزدهمین سیارک کشف شده‌است که در ۸ نوامبر ۱۹۳۱ و در هایدلبرگ کشف شد.
قدر مطلق سیارک برابر ۱۳٫۷۰ است.